# 2013년 무어 토네이도

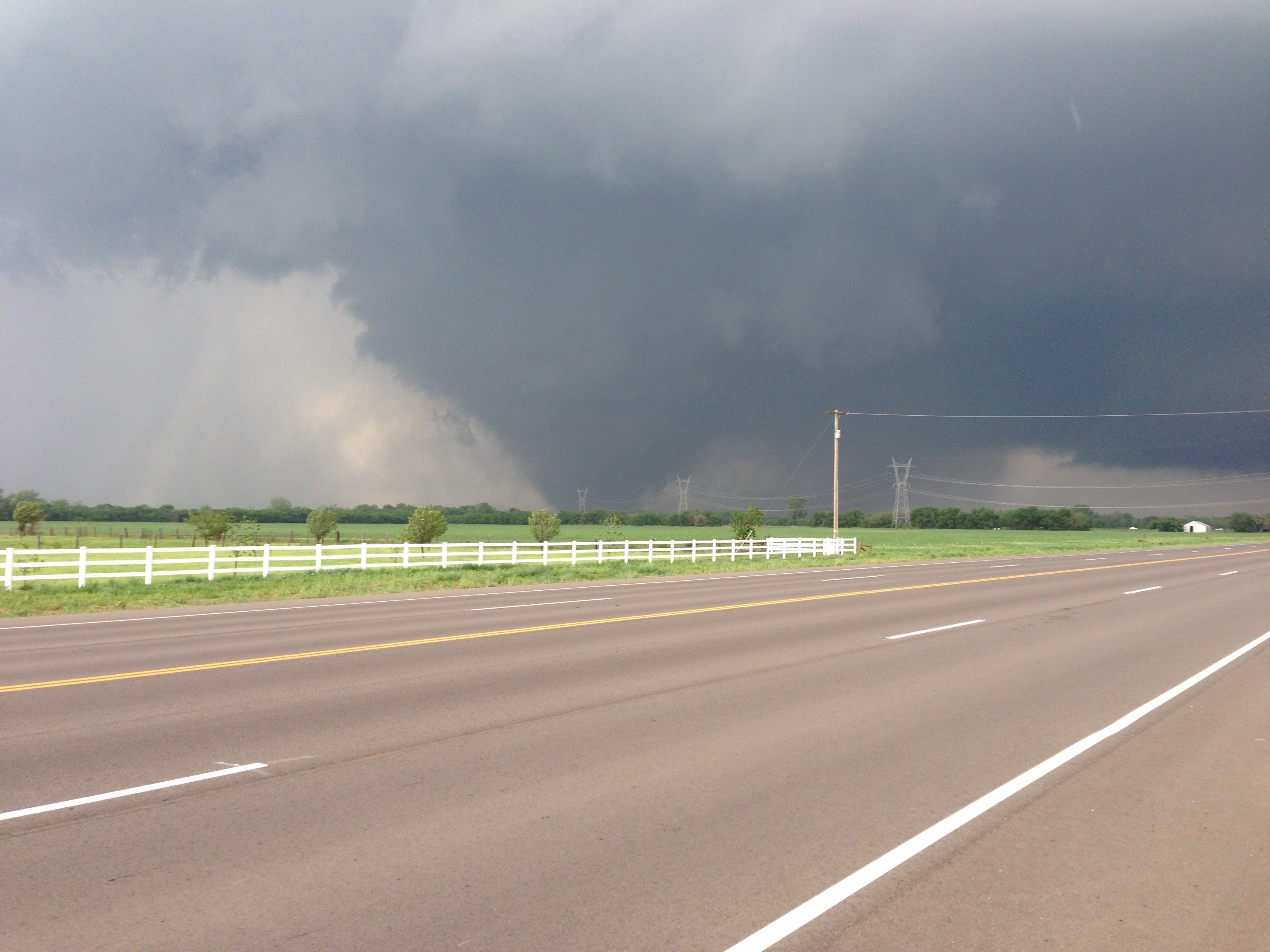

2013년 무어 토네이도는 현지 시간 2013년 5월 20일 14시 45분 미국 오클라호마주에서 발생한 토네이도이다. 토네이도는 무어를 직격하고 적어도 24명의 사망자와 240명의 부상자가 발생하였다.